# Marc Porel
Marc Porel, pseudonimo di Marc Michel Marrier de Lagatinerie (Losanna, 3 gennaio 1949 – Casablanca, 15 agosto 1983), è stato un attore francese.

## Biografia

Marc Porel con Ursula Andress nel film Colpo in canna (1975)

Era il figlio dell'attrice di teatro e di cinema Jacqueline Porel (nipote di Réjane) e dell'attore Gérard Landry (artista molto prolifico, con più di cento film al suo attivo). Il fratello Jean-Marie fu uno dei fotografi simbolo della sua generazione; ma fu la sorella Anne Marie, nota giornalista di moda, ad introdurlo nel mondo dello spettacolo facendogli conoscere personalità come Françoise Hardy, France Gall e Sylvie Vartan.
Fisico scattante e volto piacente, Marc Porel debuttò come attore nel film Il 13º uomo (1967) di Costa-Gavras, interpretando piccole parti in pellicole quali Il clan dei siciliani (1969) di Henri Verneuil. Nel 1972 partecipò a Ludwig di Luchino Visconti, ove interpretò la guardia amante del protagonista, ed a Non si sevizia un paperino di Lucio Fulci (in quest'ultimo thriller interpretò il difficile ruolo di un sacerdote folle). Recitò anche in altri film polizieschi, girati in Italia e di grande successo, come Tony Arzenta - Big Guns (1973) di Duccio Tessari, nel ruolo di un feroce criminale accanto ad Alain Delon, Uomini si nasce poliziotti si muore (1976) di Ruggero Deodato, nei panni di uno spietato giustiziere, e Una spirale di nebbia (1977) di Eriprando Visconti.
Tornò a lavorare con Luchino Visconti nel 1976, prendendo parte al film L'innocente in un ruolo di primo piano. Nel film interpretò il ruolo di Filippo D'Arborio, padre della creatura sacrificata dal protagonista della pellicola, interpretato da Giancarlo Giannini. Nel film recitavano inoltre anche Laura Antonelli, Massimo Girotti e Rina Morelli. Nel film, peraltro, è presente un'audace scena di nudo integrale dell'attore: spostandosi dalla doccia, dopo un incontro di scherma, si reca a prendere l'asciugamano per coprirsi, sotto gli occhi del protagonista.

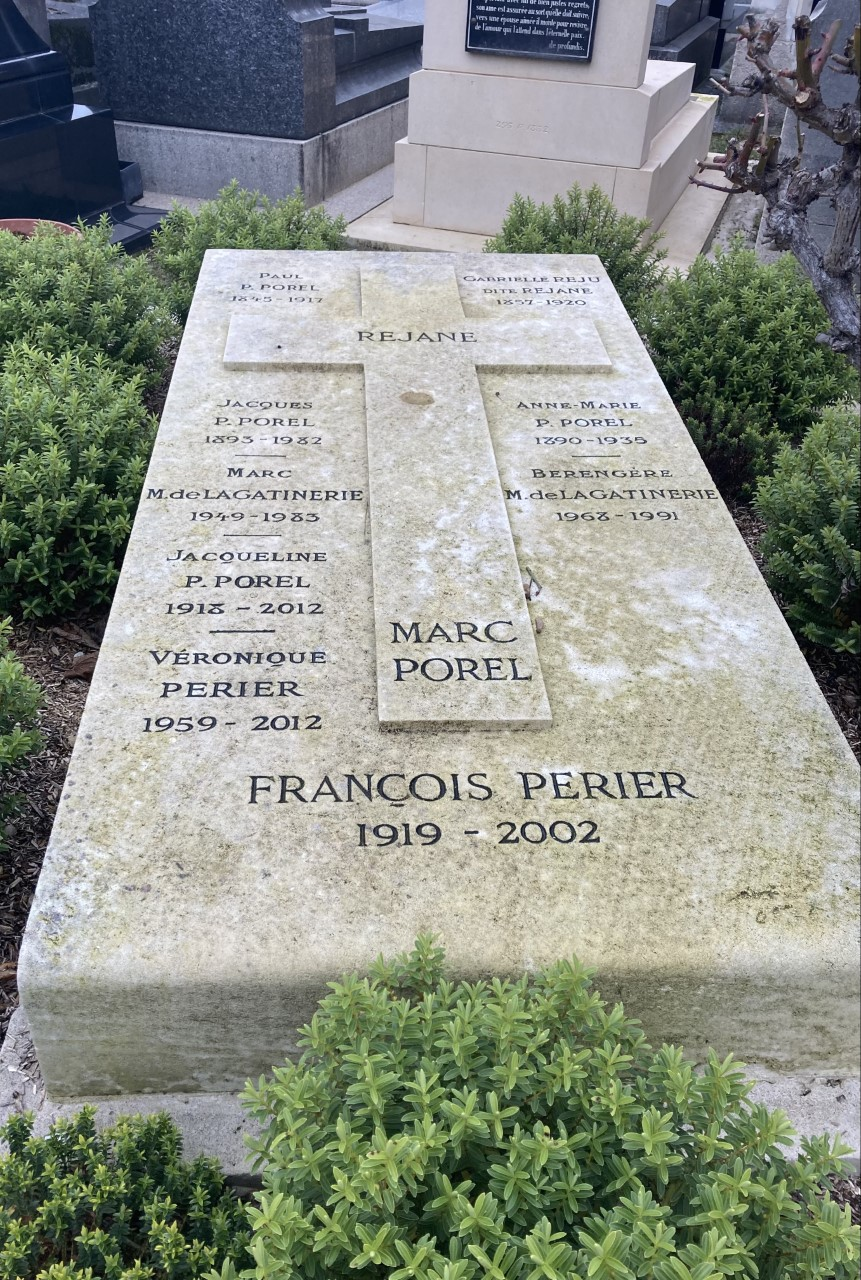
La tomba dell'attore

Porel morì prematuramente il 15 agosto 1983, all'età di 34 anni, ufficialmente colpito da una meningite, anche se la causa reale pare sia riconducibile a una overdose. È sepolto a Parigi nel cimitero di Passy, accanto alla figlia Bérengère (morta a 23 anni), alla madre Jacqueline Porel, alla nonna di quest'ultima (l'attrice teatrale Réjane) e all'attore François Périer (primo marito di Jacqueline).

## Vita privata
Dalla prima moglie, la modella Bénédicte Lacoste, Marc ebbe la prima figlia Bérengère (1968-1991). Dopo il divorzio il 26 ottobre 1977 sposò l'attrice italiana Barbara Magnolfi, con la quale ebbe la figlia Camille (1980). Con la seconda moglie girò quattro film: Difficile morire (1977), Milano... difendersi o morire (1978), La sorella di Ursula (1978) e La pagella (1980).

## Filmografia

### Cinema
- Il 13º uomo (Un homme de trop), regia di Costa-Gavras (1967)
- Des garçons et des filles, regia di Étienne Périer (1967)
- Una ragazza chiamata amore (Une fille nommée Amour), regia di Sergio Gobbi (1969)
- La Promesse (L'Échelle blanche), regia di Paul Feyder e Robert Freeman (1969)
- Il clan dei siciliani (Le clan des Siciliens), regia di Henri Verneuil (1969)
- Tumuc Humac, regia di Jean Marie Périer (1970)
- Il clan degli uomini violenti (La Horse), regia di Pierre Granier-Deferre (1970)
- Indagine su un parà accusato di omicidio (Le dernier saut), regia di Édouard Luntz (1970)
- Quando il sole scotta (Road to Salina), regia di Georges Lautner (1970)
- Ricatto di un commissario di polizia a un giovane indiziato di reato (Les aveux les plus doux), regia di Édouard Molinaro (1971)
- Un attimo d'amore (Un peu de soleil dans l'eau froide), regia di Jacques Deray (1971)
- Un po' di sole nell'acqua gelida (Un peu de soleil dans l'eau froide), regia di Jacques Deray (1971)
- Non si sevizia un paperino, regia di Lucio Fulci (1972)
- Ludwig, regia di Luchino Visconti (1973)
- Requiem per un commissario di polizia (Un officier de police sans importance), regia di Jean Larriaga (1973)
- Tony Arzenta - Big Guns, regia di Duccio Tessari (1973)
- Virilità, regia di Paolo Cavara (1974)
- Die Ameisen Kommen, regia di Jochen Richter (1974)
- Nipoti miei diletti, regia di Franco Rossetti (1974)
- Il marsigliese, regia di Giacomo Battiato (1975)
- Colpo in canna, regia di Fernando Di Leo (1975)
- Uomini si nasce poliziotti si muore, regia di Ruggero Deodato (1975)
- Il colpo grosso del marsigliese (Quand la ville s'éveille), regia di Pierre Grasset (1975)
- Il soldato di ventura, regia di Pasquale Festa Campanile (1976)
- L'innocente, regia di Luchino Visconti (1976)
- Difficile morire, regia di Umberto Silva (1977)
- Sette note in nero, regia di Lucio Fulci (1977)
- Una spirale di nebbia, regia di Eriprando Visconti (1977)
- Milano... difendersi o morire, regia di Gianni Martucci (1978)
- La sorella di Ursula, regia di Enzo Milioni (1978)
- Porci con la P.38, regia di Gianfranco Pagani (1979)
- L'albero della maldicenza, regia di Giacinto Bonacquisti (1979)
- Je vais craquer!, regia di François Leterrier (1980)
- La pagella, regia di Ninì Grassia (1980)
- La disubbidienza, regia di Aldo Lado (1981)
- Il marchese del Grillo, regia di Mario Monicelli (1981)
- Delitto carnale, regia di Cesare Canevari (1982)

### Televisione
- Il marsigliese – miniserie TV (1975)
- La Venere d'Ille, regia di Mario Bava – film TV (1979)
- La certosa di Parma – miniserie TV, episodi 1x01-1x02 (1982)

## Doppiatori italiani
- Manlio De Angelis in Uomini si nasce poliziotti si muore, Il colpo grosso del marsigliese, Il soldato di ventura, Milano... difendersi o morire
- Pino Colizzi in Un po' di sole nell'acqua gelida, Virilità, Sette note in nero
- Pierangelo Civera in Quando il sole scotta, Porci con la P.38
- Cesare Barbetti in Il clan dei siciliani
- Claudio Capone in Ludwig
- Renato Cortesi in Tony Arzenta - Big Guns
- Massimo Turci in Colpo in canna
- Adalberto Maria Merli in L'innocente